# Cella

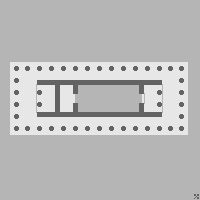
Cella eines Peripteros

Als Cella (lateinisch für „kleiner Raum, Zelle“) wird der Verwendung Vitruvs gemäß der innere Hauptraum eines antiken griechischen oder römischen Tempels bezeichnet. Die Cella, in der die Götterstatue aufgestellt war, wurde als Raum der Gottheit angesehen und war nicht allgemein dem Besuch geöffnet. Die zentrale Kulthandlung – das Opfer – fand nicht in der Cella statt, sondern wurde auf dem außerhalb des Tempels stehenden Altar dargebracht. Hiervon etwas abweichend war besonders auf Sizilien (zum Beispiel in Selinunt) bei frühen griechischen Tempeln bis in frühklassische Zeit hinter der Cella ein eigener Raum abgeteilt, in dem die Statue des Gottes aufgestellt war. Er wird als Adyton bezeichnet und durfte nur vom Kultpersonal betreten werden. Im Griechischen wird die Cella Sekos (altgriechisch σηκός „Pferch, Heiliger Bezirk“) genannt.

## Architektur
Meist fensterlos, erhielt die Cella ihre natürliche Beleuchtung in der Regel allein durch die Eingangstür. Um die Decken- und Dachkonstruktion zu unterstützen, war es bei größeren Tempeln nötig, in der Cella Säulen anzuordnen. Während frühe Tempel oftmals nur eine mittlere Säulenreihe besitzen (zum Beispiel Delos, Naxier-Oikos; Paestum, sogenannte Basilika), teilten meist zwei Säulenreihen die Cella in drei Schiffe, ein deutlich größeres Mittelschiff und zwei schmalere Seitenschiffe. Seit spätarchaischer Zeit wurden an „kanonischen“ Tempeln dorischer Ordnung die Säulenstellungen in der Cella aus formalen Gründen sogar ausgeführt, wenn der Bau so klein war, dass überhaupt keine Stützen benötigt worden wären. Anders als bei Tempeln ionischer Ordnung waren diese Säulenstellungen in dorischen Tempeln in der Regel in zwei Stockwerken übereinander angeordnet, so dass in den Seitenschiffen Galerien im oberen Stockwerk (Hyperoa) entstanden (Aphaiatempel in Ägina). Statt der Teilung in drei Längsschiffe wurde erstmals am hochklassischen Parthenon in Athen das Mittelschiff u-förmig von den Seitenschiffen eingerahmt.
In vielen Tempeln ist die Cella gegenüber anderen Bauteilen nochmals leicht erhöht. Hypäthraltempel besaßen anstelle der Cella einen Innenhof, der als Sekos bezeichnet wurde.

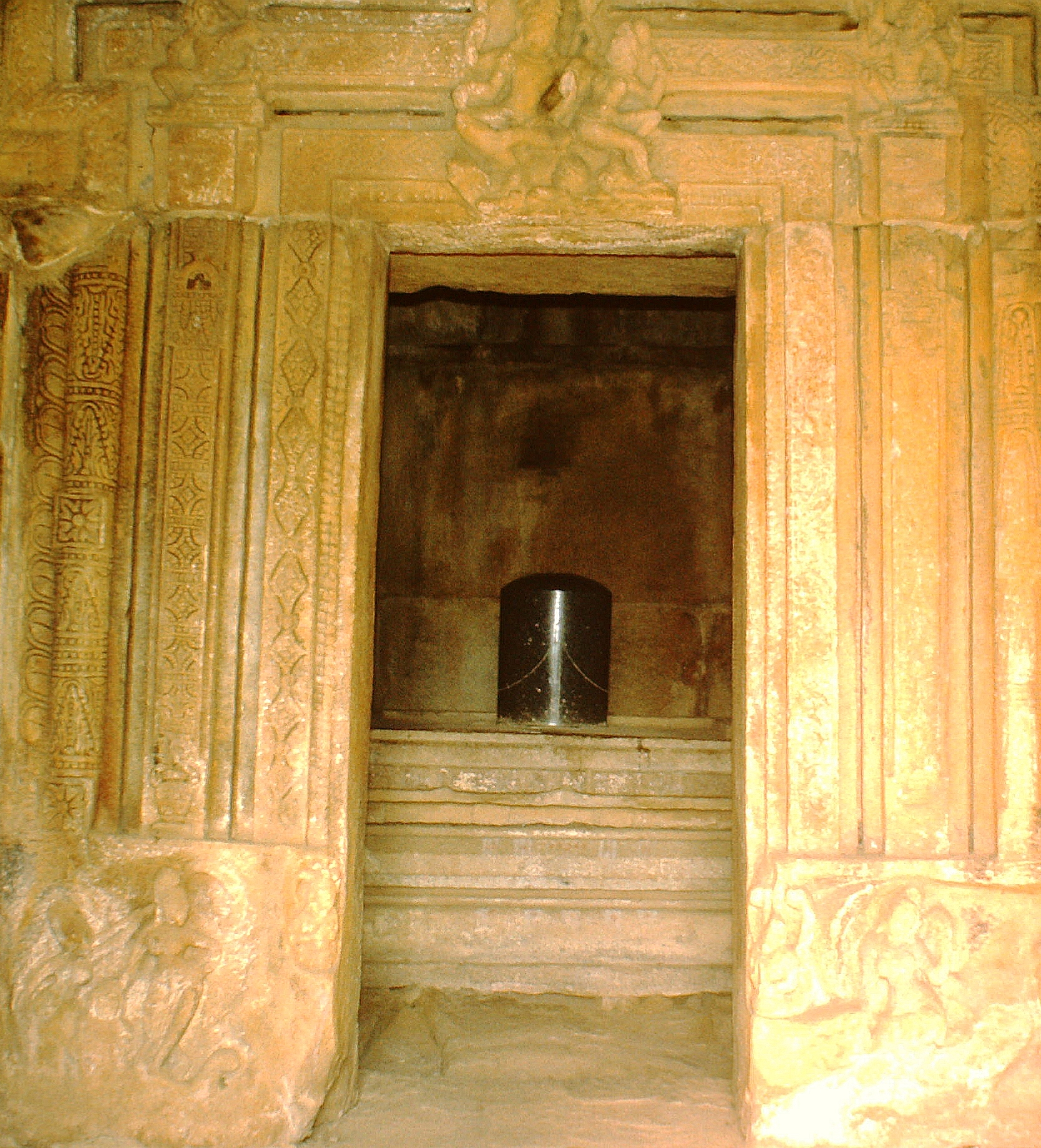
‚Cella‘ (garbhagriha) eines Shiva-Tempels in Pattadakal

## Andere Wortverwendungen
Auch die nur wenige Quadratmeter großen, fensterlosen und ausschließlich von den Brahmanen-Priestern zu betretenden innersten Kulträume (garbhagriha, „Mutterschoßkammer“) indischer Tempel, die stets ein Kultbild oder ein Shiva-Linga beherbergen, werden in der archäologischen Forschung oft als „Cella“ oder als „Sanctum“ bezeichnet.
In spätantiker und mittelalterlicher Zeit wurden auch kleine Kapellen oder Klosterzellen und Nebenkammern in Galeriegräbern Frankreichs „Cella“ genannt. Das deutsche Wort „Zelle“ ist als Lehnwort davon abgeleitet.